# 車士打山
車士打山（英語：Chester Hill），又譯遮士打山，是澳洲新南威爾斯州金巴倫議局地方政府行政區的一個市區，位於雪梨商業中心區以西25（16英里）處，是雪梨大西區的一部分。車士打山與鄰近的塞夫頓市區共用郵區編號2162。

## 商業區

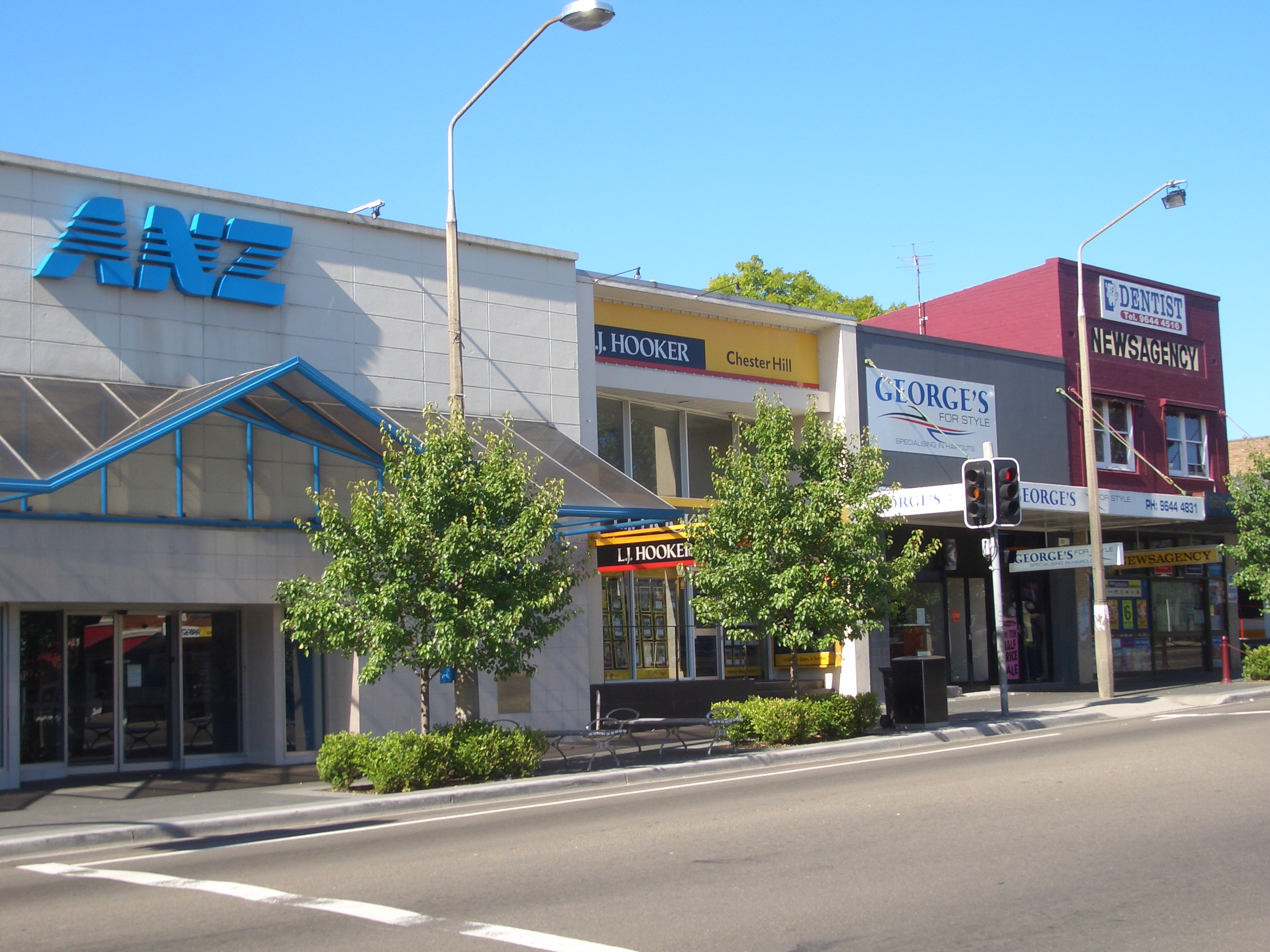
沃爾德倫道店鋪

車士打廣場（Chester Square）是車士打山的主要購物中心，服務於車士打山、塞夫頓等地，位於沃爾德倫道（Waldron Road）正後方。車士打山的康樂設施有班士廳城圖書館車士打山分館、車士打山消防局及一個社區中心。

## 學校
- 車士打山公立學校
- 車士打山北公立學校
- 車士打山中學（英语：Chester Hill High School）
- 塞夫頓中學

## 教堂
- 聖公會聖約翰馬可堂
- 天主教聖母無玷聖心堂

## 知名居民
- 麗貝卡·里彭
- 梅利莎·里彭
- 米高·麥卡恩